# Marianthus laxiflorus
Marianthus laxiflorus är en tvåhjärtbladig växtart som beskrevs av George Bentham. Marianthus laxiflorus ingår i släktet Marianthus och familjen Pittosporaceae. Inga underarter finns listade.